# Greenbrier (Tennessee)
Greenbrier è un comune degli Stati Uniti d'America, situato nello Stato del Tennessee, nella Contea di Robertson.